# Остийский монетный двор

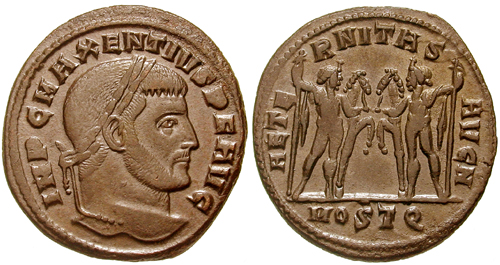
Фоллис Максенция, отчеканенный в Остии

Остийский монетный двор — римский монетный двор, располагавшийся в Остии, неподалёку от Рима. Монетный двор был основан императором Максенцием в 308/309 или 311 году. Туда были переведены работники Карфагенского монетного двора Карфагена (закрыт после подавления восстания Домиция Александра), и работал до 313 года, когда после победы над Максенцием император Константин I Великий перевел персонал монетного двора в только что созданный Арелатский монетный двор.
Монетный двор Остии был очень близок к монетному двору в Риме, но они обслуживали различные провинции. Монетный двор Рима поставлял монету в провинции Апеннинского полуострова, и находился под юрисдикцией rationalis summarum urbis Romae, в то время как Остийский монетный двор обслуживал Сицилию, Сардинию и Корсику, находящихся под юрисдикцией rationalis trium provinciarum, и, возможно, Африку.